# سمك أسترالي طائر
السمك الأسترالي الطائر (بالإنجليزية: Australasian flying fish) اسمه العلمي (بالإنجليزية: Cheilopogon pinnatibarbatus melanocercus) هو نويع من السمك الطائر من فصيلةالإكسوسيتيديات وهو يوجد في قبالة المياه السطحية لنيوساوث ويلز في أستراليا وفي أنحاء نيوزلاند تتغذى الأسماك الأسترالية على العوالق و القشريات الصغيرة.